# پودزیشفسکایا
پودزیشفسکایا (به لاتین: Podzyshevskaya) یک منطقهٔ مسکونی در روسیه است که در استان آرخانگلسک واقع شده‌است.